# Serra dels Racons I
Serra dels Racons I és un abric que conté pintures rupestres d'estil llevantí. Està situat en el terme municipal de Mequinensa (Aragó). Aquest conjunt és un dels abrics més importants dels localitzats fins avui en el terme de Mequinensa, tant pel tipus de representacions pintades, com per la seva quantitat, conservació i superposicions. Es localitza en una gran roca aïllada sobre un dels vessants dels contraforts de la serra que recorre el marge esquerre de l'Ebre, a la vora de l'actual embassament de Mequinensa, molt prop del límit del terme municipal cap al Nord-oest. El petit abric, que tradicionalment ha servit de refugi a pastors i caçadors i que encara conserva un petit mur de pedra seca, s'orienta al Sud-oest, mirant a la vall de l'Ebre. Sobre un suport rocós ple de petites coves produïdes per l'erosió eòlica i aprofitant algunes d'aquestes, apareixen fins a set representacions pintades en color vermell, amb motius circulars contornejats o de color, així com superposicions i repintats. L'estat de conservació d'aquestes pintures és excel·lent.
L'abric està inclòs dins de la relació de coves i abrics amb manifestacions d'art rupestre considerats béns d'interès cultural en virtut del que es disposa en la disposició addicional segona de la Llei 3/1999, de 10 de març, del Patrimoni Cultural Aragonès. Aquest llistat va ser publicat en el Butlletí Oficial d'Aragó del dia 27 de març de 2002. Forma part del conjunt de l'art rupestre de l'arc mediterrani de la península Ibèrica, que va anar declarat patrimoni de la humanitat per la Unesco (ref. 874-659). També va ser declarat bé d'interès cultural amb el codi RI-51-0009509.